# برده‌رش (ارومیه)
برده رش، روستایی است از توابع بخش صومای برادوست و در شهرستان ارومیه استان آذربایجان غربی ایران.

## جمعیت
این روستا در دهستان صومای جنوبی قرار داشته و بر اساس سرشماری سال ۱۳۸۵ جمعیت آن ۳۱۵ نفر (۴۳ خانوار)
بوده‌است.